# Hermanella thelma
Hermanella thelma är en dagsländeart som beskrevs av James George Needham och Murphy 1924. Hermanella thelma ingår i släktet Hermanella och familjen starrdagsländor. Inga underarter finns listade i Catalogue of Life.